# NFilm HD 2
nFilm HD 2 – polski kanał filmowy premium nadawany w jakości HDTV, dostępny na platformie n oraz w telewizjach kablowych w latach 2009–2011. Dyrektorem stacji był Tomasz Raczek.

## Historia
Stacja rozpoczęła swoje nadawanie 2 września 2009, wraz ze startem siostrzanego kanału nFilm HD. Kanał dostępny był w jakości HDTV. We wrześniu razem z nim wystartowała wypożyczalnia filmów VOD – nFilm VOD oraz internetowe radio z muzyką filmową – pod nazwą nFilm HD Radio. 15 grudnia 2011 stacja oficjalnie zakończyła emisję, ustępując miejsca kanałowi nPremium 3 HD.

## Produkcje
Stacja prezentowała filmy z wytwórni Paramount Pictures i DreamWorks, które miały swoją premierę po 1 stycznia 2009 roku, a także z wytwórni MGM.

## Logo
| Okres                             | Opis | Logo |
| --------------------------------- | --- | ---- |
| 2 września 2009 - 15 grudnia 2011 | Logo kanału znajdowało się w niebieskiej i przekrzywionej gwiazdce, a obok w kwadracie znajdował się napis Film HD, za którym cyfra 2. |      |